# 后土
后土（こうど）は、四御の唯一の女神であり、中国道教の最高位の全ての土地を主宰する地母神。大地山川・陰陽と生育を司る墓所の守り神であり、主に女性や死は陰と位置づけられる事から、墓所の神は女神となった。城隍神や土地爺と共に土地の守護神の一種に位置づけられていた。

## 概要

### 道教の神
大地を司る女性神で、古代の土地崇拝と関係があり、民間では俗に「后土娘娘」と呼ばれる。宋の真宗大中祥符5年（1012年）7月23日には后土が「后土皇地祇」に、その後の仁宗には「承天効法厚徳光大后土皇地祇」に封じられた。『玉匣記』によると后土娘娘の誕辰は陰暦三月十八日と記載されている。
三清（玉清元始天尊、上清霊宝天尊、太清道徳天尊）を補佐する四御の一柱で玉皇大帝、紫微大帝、天皇大帝に次ぐ四番目の天帝として位付けられている。「天公地母」、「天神地祇」や「皇天后土」という言葉があり、天界は玉皇大天尊、地界は后土皇地祇が主である。土地の神の中では唯一、女神とされているが、これは中国の自然哲学「陰陽五行説」の考えに基づき、男女と生死はそれぞれ陽と陰に分けられるとされている。
本来は男神であったが、後に地母神のイメージと混同されて女神と思われるようになった。なお、「后」の字には王妃の他に男性の君主・帝王という意味もある。また道教では天を陽、地を陰、男性を陽、女性を陰とみる陰陽説的な見方から、天神を男神、地祇を女神と考えるようになった。

### 五行の神
五行思想それぞれに神を配し五行を司る神（五佐）であり、木の神は句芒・火の神は祝融・土の神は后土・金の神は蓐収・水の神は玄冥。方位を東西南北中央に分けるが、中央は土に通じるので、土の神でもあり、その帝は黄帝、その佐は后土、その獣は黄竜。遥か昔に神農の後裔・黄帝を補佐したとされる。